# 24 juillet 1923
Le mardi 24 juillet 1923 est le 205e jour de l'année 1923.

## Naissances
- Albert Vanhoye, prélat catholique
- George Mallet (mort le 20 octobre 2010), homme politique lucien, gouverneur général du pays
- Richard Gregory (mort le 17 mai 2010), psychologue et neuropsychologue britannique
- Walther H. Lechler (mort le 22 décembre 2013), neuropsychiatre et psychothérapeute allemand

## Décès
- Luis Eleizalde (né le 9 juin 1878), écrivain, politicien, éducateur et académicien basque espagnol

## Événements
- Traité de Lausanne, mettant fin à la Guerre gréco-turque, et modifiant le Traité de Sèvres, au profit de la Turquie qui reprend l'Arménie et une partie de la Thrace. Le traité reconnaît l’indépendance de la Turquie, abolit les Capitulations, et consacre le retour du pays dans la communauté internationale. France (Syrie et Liban) et Royaume-Uni (Irak, Palestine et Transjordanie) se partagent les provinces arabes. Les détroits restent démilitarisés. La Turquie récupère toute l’Asie Mineure et la Thrace orientale. Il n’est plus question d’Arménie indépendante, les alliés ayant renoncé, sous l’influence de la Grande-Bretagne, qui compte négocier cet abandon contre l’attribution de Mossoul à l’Irak.